# Wnukowo
Wnukowo (ros. Внуково) – rejon Moskwy wchodzący w skład Zachodniego Okręgu Administracyjnego. Dawna podmoskiewska osada leżąca na południowy zachód od centrum, włączona w skład Moskwy w 1950 roku. Powodem formalnego przyłączenia do Moskwy (jako administracyjnej eksklawy położonej daleko poza obwodnicą Moskwy MKAD wyznaczającą granice miasta) była lokalizacja w tym rejonie portu lotniczego Wnukowo. Od rozszerzenia miasta w 2012 nie jest już eksklawą Moskwy, pozostaje jednak eksklawą okręgu.